# 2019 redefinition af SI-enhederne
Omdefinering af SI-enhederne i 2019 skete i forbindelse med 144 års jubilæet for Meterkoventionen, den 20. maj 2019.
I de nye definitioner for fire af de syv SI-enheder, kilogram, ampere, kelvin og mol, er de blevet omdefineret ved at fastsætte eksakte numeriske værdier for henholdsvis Plancks konstant (h), Elementarladningen (e), Boltzmanns konstant (k) og Avogadros konstant (NA).
Sekund, meter og candela var allerede defineret af fysiske konstanter og de var kun underlagt rettelser af deres definitioner. De nye definitioner stræbte efter at forbedre SI-systemet uden at ændre værdien af nogen enheder, for at sikre at eksisterende målinger stadig havde samme værdi.
I november 2018 vedtog den 26. generalkonference vedrørende vægt og mål (CGPM) enstemmigt ændringerne, som det internationale udvalg vedrørende vægt og mål (CIPM) havde foreslået tidligere samme år, efter at have sikret sig at de tidligere aftalte betingelser for ændringen var opfyldt.:23 Disse betingelser blev indfriet gennem en række eksperimenter, der målte konstanterne med en høj nøjagtighed i forhold til de gamle SI-definitioner, og var kulminationen på årtiers forskning.